# Xã Tofte, Quận Cook, Minnesota
Xã Tofte (tiếng Anh: Tofte Township) là một xã thuộc quận Cook, tiểu bang Minnesota, Hoa Kỳ. Năm 2010, dân số của xã này là 249 người.